# スコットランドラグビー協会
スコットランドラグビー協会（SRU 、英語：Scottish Rugby Union、スコットランド・ゲール語：Aonadh Rugbaidh na h-Alba）は、スコットランドにおけるラグビーユニオンの統括団体であり、ワールドラグビーに加盟する国単位の協会である。イングランドラグビー協会に次いで、世界で2番目に古い。

## 歴史
1871年、イングランドにラグビーユニオン（Rugby Football Union）が設立された。これは現在のイングランドラグビー協会であるが、当時はイングランドだけではなく、スコットランドのクラブなども加盟していた組織だった。

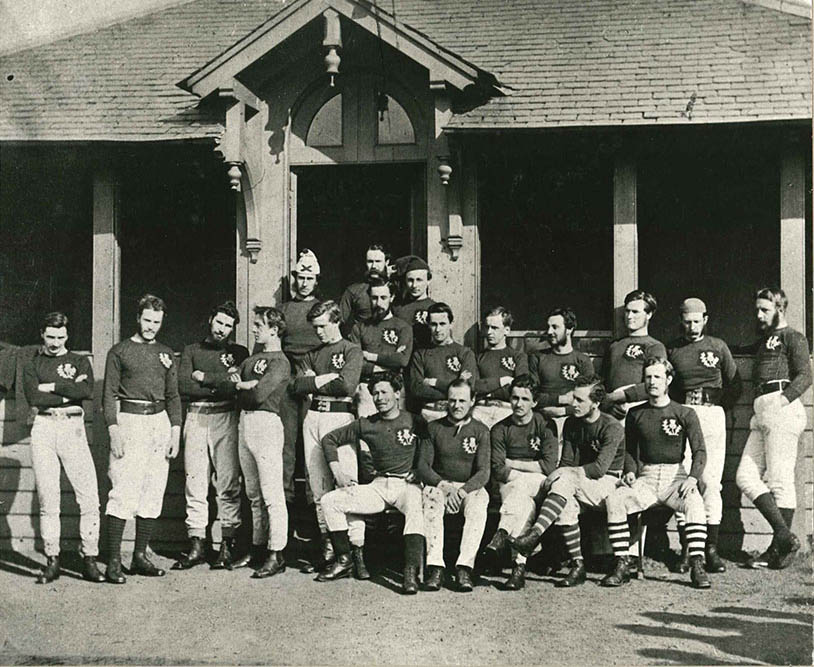
世界初のラグビー国際試合を行ったスコットランド代表チーム（1871年、エディンバラ）

1871年3月27日、イングランド協会に所属していた、スコットランドの5つのクラブ（West of Scotland F.C.、Edinburgh Academical Football Club、Merchistonians、Glasgow Academicals、University of St Andrews Rugby Football Club）から選抜された「スコットランド代表」チームが、イングランド代表と対戦を行った。試合会場は、スコットランドの首都エディンバラにあるレイバーン・プレイス（Raeburn Place）で、観客は約4,000人だった。これが世界初のラグビー国際試合となった。
1873年3月3日、スコットランドフットボール協会（SFU、Scottish Football Union）が設立された。設立にあたり、上述5つのクラブがイングランド協会から移り、新たにRoyal High School FP、Edinburgh University RFC、Glasgow Universityの3つが加わった。
1886年、アイルランド協会とウェールズ協会と共に、現在のワールドラグビーのルーツとなる、国際ラグビーフットボール評議会（International Rugby Football Board; 略称IRFB）を設立した。イングランド協会は1890年までIRFBへの加盟を拒否していた。
1924年にSFUは、現在と同じスコットランドラグビー協会（SRU、Scottish Football Union）へと改称した。
マレーフィールド・スタジアムが完成する1925年3月21日まで、 国際試合はレイバーン・プレイスの隣に作られたインヴァリース（Inverleith）で行われていた。
2021年2月6日、スコットランドラグビー協会150周年記念として、シックス・ネイションズのスコットランド対イングランド戦が行われた。スコットランド代表キャプテンを務めたスチュアート・ホッグのジャージには、1871年3月27日にスコットランドのキャプテンを務めたフランシス・モンクリフ（Francis Moncrieff）の名前が刺繍された。

## 7人制ラグビーの発祥地
1883年、スコットランドのジェドバラ出身の肉屋、ネッド・ヘイグ（Ned Haig）が地元のクラブ、メルローズの資金集めイベントとして、7人制ラグビーを考案した。最初の大会は1883年10月12日にエディンバラのロイヤルマイル（Royal Mile）で開催された。
1973年、マレーフィールド・スタジアムでスコットランドラグビー協会100周年記念として、初めて公式のセブンズ国際トーナメントが開催された。3年後には香港セブンズも発足した。
1993年にラグビーワールドカップセブンズが発足し、その優勝トロフィーは、ネッド・ヘイグの発明を記念して「メルローズカップ（Melrose Cup）」と呼ばれている。
7人制ラグビーは、2016年からオリンピック競技に採用された。